# Pharsalia setulosa
Pharsalia setulosa är en skalbaggsart som beskrevs av Aurivillius 1920. Pharsalia setulosa ingår i släktet Pharsalia och familjen långhorningar.
Artens utbredningsområde är Filippinerna. Inga underarter finns listade i Catalogue of Life.